# Mark Wayne Chase
Pour les articles homonymes, voir Chase.
Mark Wayne Chase est un botaniste britannique né en 1951, spécialiste des orchidacées et qui est surtout connu pour ses travaux en phylogénie végétale (il est devenu particulièrement connu en tant que premier auteur d'un article fondamental paru en 1993). 
Membre de l'Angiosperm Phylogeny Group, il  a participé à la publication des nouvelles classifications phylogénétiques.
- classification APG (1998)
- classification APG II (2003).
- classification APG III (2009).

Selon l'IK, il est l'auteur, souvent avec d'autres, de 800 nouveaux noms scientifiques. Le professeur Chase est le conservateur du laboratoire Jodrell au sein des Jardins botaniques royaux de Kew.